# 豆卢仁业
豆卢仁业（600年代600年左右—678年），唐朝初年官员。

## 生平
豆卢宽长子，隋朝末年随父豆卢宽赴京师长安投靠李渊，进入李世民的秦王府任库真，陪侍左右。后授太子千牛兼直弘文馆。迁游击将军，千牛、直馆如故。除使持节成州诸军事、成州刺史。永徽元年（650年），父亲豆卢宽去世后袭父爵芮国公，授右武卫将军。仪凤三年（678年）薨于陕州之旅舍，年七十余。追赠使持节幽州诸军事、幽州刺史，加赠代州都督，陪葬于昭陵。

## 家庭

### 曾祖
- 豆卢永恩，北周使持节、骠骑大将军、开府仪同三司、侍中、少保、成鄯沙利文幽冀定相并十州刺史、沃野县开国公，谥号敬[1]

### 祖父
- 豆卢通，隋朝使持节、洪夏二州总管、徐沂定相恒五州刺史、左武候大将军、驸马都尉、南陈郡开国公[1]

### 父母
- 豆卢宽，唐朝殿中监、卫尉卿、右卫大将军、礼部尚书、岐州刺史、光禄大夫、上柱国、芮国公，赠特进、使持节、都督并汾箕岚四州诸军事、并州刺史，谥号定[1]
- 弘农杨氏，隋朝京兆尹、太子太傅、司空、司徒公、观王杨雄之女

### 兄弟姐妹
- 豆卢承基，蠡吾县开国公
- 豆卢怀让，芮国公

### 夫人
- 陇西□氏

### 子女
- 豆卢钦望，唐朝开府仪同三司、平章军国重事、芮元公
- 豆卢钦爽，光祿少卿
- 豆卢钦肃，第三子，司卫寺丞，女为唐睿宗豆卢贵妃
- 豆卢钦文，第四子，名轨，字钦文，历任原州都督府户曹参军、右金吾卫仓曹参军、普州司户参军、蜀州司户参军。天授元年（690）九月十二日，因曾任李孝逸属官，流配振州（在今海南三亚市），次年二月十七日终于振州旅馆，春秋五十七，武周长安三年岁次癸卯十月己未朔十五日癸酉葬于洛州合宫县龙门乡[2]

## 豆卢仁业碑
豆卢仁业碑立于武则天时期（690年—704年），原存于陕西醴泉县烟霞乡严峪村北约300米处豆卢仁业墓前，1974年发现，1975年移入昭陵博物馆。碑身首高3.21米，下宽1.04米，碑额篆书，题“唐故右武卫将军芮敬公豆卢府君之碑”。碑文正书，共33行，满行57字。碑身首相接处和碑身中部断裂，碑字除右上部尚清晰外，其余均磨灭不能识别。

　　夫汉川纪地，必呈耀乘之宝；堇岭干云，实荐乘墉之器。是知公侯（缺二十二字）不孤，大名资其必复。立言无昧，千秋仰以知归；遗风实存，九原兴于（缺八字）公（缺十六字）文皇帝皝之〇，自中山入魏，赐姓豆卢氏。紫野疏疆，青山启域。地络为扶桑之渚，天（缺二十三字）基徙〇〇〇〇〇〇夏臣派迁乎伊洛。英贤相继，轩盖成阴。西京则许史焉俦，东汉则杨〇〇擬。详乎简籍，可略而言。曾祖永恩，〇〇使持节骠骑大将军、开府仪同三司、侍中、少保、成鄯沙利文幽冀定相并十州刺史、沃野县开国公，谥曰敬。望高当代，功茂本朝。〇〇文（缺十七字）祖通，隋使持节洪夏二州总管、徐沂定相恒五州刺史、左武候大将军、驸马都尉、南陈郡开国公，（缺二十二字）盖之阴。父宽，唐殿中监、卫尉卿、右卫大将军、礼部尚书、岐州刺史、光禄大夫、上柱国、芮国公，赠特进，使持节都督并汾箕岚四州诸军事、并州刺史，谥曰定。含日象之淳耀，禀川渎之粹灵。负〇〇于九霄，偶风云于〇〇。忠贞之规自远，文武之〇〇隆。〇〇〇优〇〇〇玄（缺十字）之休祉，资庆门之懿德。玉庭方秀，晨虹之气已高；珠浦未〇，夜〇〇〇〇〇。属隋政荒〇，〇维驰〇，藏器（缺十一字），肇开晋野，先赴秦关。义徒云集，灵威电扫。将参幕府之中，遽谒辕门之外。即时〇〇秦王府库真，〇于北门，（缺二十二字）行吊伐，驱苍兕而风迈，剿黑龙而雾卷。公陪侍左右，实罄忠勤。〇〇行〇，〇〇劳〇。既而武周〇集（缺八字）肃〇〇〇〇〇望〇〇太子千牛兼直弘文馆。执龙楼之鸡戟，鼓芸箧于蓬山。宠灵〇茂，声芳〇远。〇〇游击将军、千牛、直馆如故。〇〇〇〇〇使持节成州诸军事、成州刺史。期〇有称，宣德是最。丁定公忧，去职。苴麻在制，创巨缠哀，泣血三年，〇〇灭性；绝浆七日，殆乎过礼。（缺十九字）韦玄成之受侯，殊非〇〇。乃袭爵芮国公。地实周畿，〇邻虞甸。〇〇〇〇〇有旧〇〇〇子（缺十六字）戎〇右武卫将军。鹤闼之内，四〇佇其严肃；凤轩之下，八屯敷其智效。徽〇既〇，〇〇〇隆。深怀止足之心（缺十三字）雅〇〇〇制听致仕，禄赐同京官，防阁三分给二，仍朔望朝参。採紫芝之妙术，追赤松之〇〇。〇〇〇競之〇〇，〇〇〇之列〇。（缺八字）恩，肆万石之〇游，〇千金〇〇〇未（缺七字）大〇〇嗟。以仪凤三年随驾〇〇〇遘疾薨于陕州之旅舍，春秋七十有〇，〇〇敕为〇灵〇，仍给传送还京，赠使持节幽州诸军事、幽州刺史，余〇〇封〇如故。赐物二百段，米粟（缺十九字）仪仗送至墓所，〇〇〇〇〇加赠代州都督。惟公仪〇端秀，风〇韶雅，资孝践忠，蕴仁居义。（缺二十一字）得〇〇〇〇声〇〇〇〇〇之〇〇〇〇鸿之（缺九字）触类〇长允翁归之（缺二十九字）遘〇〇〇〇霄〇乘（缺九字）飞〇〇〇之迹不渝始终之（缺二十六字）扆〇溢〇〇，以仪凤三年十月甲申朔〇日〇〇陪葬昭陵，礼也。夫人陇西〇〇〇左〇〇大将军〇〇〇〇〇之（缺十一字）济二州刺史、〇〇县（缺十六字）气〇关诞瑰姿（缺三十九字）上柱国（缺十一字）行襄州（缺三十七字）〇〇史谍（缺十二字）徽〇美敢题贞（缺五十三字）室凝祯兰芬（缺四十六字）司卫兵栏两宫（缺五十三字）殄〇言（缺三十七字）（末行全泐）。